# 泽兰博物馆

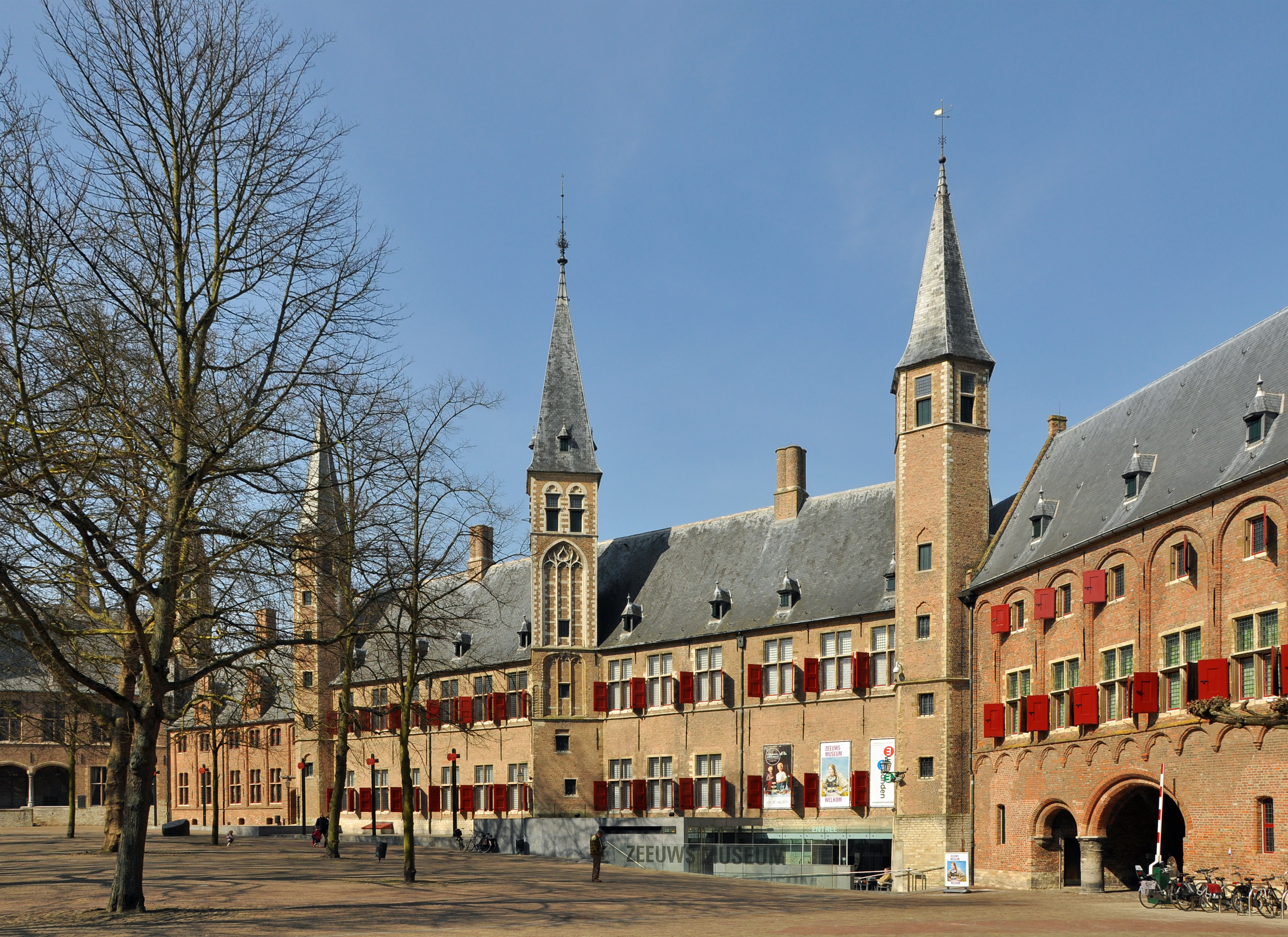
泽兰博物馆

泽兰博物馆（荷蘭語：Zeeuws Museum）位於荷蘭泽兰省首府米德尔堡，於1961年建立，其建築原為修道院。主要藏品包括泽兰省出土的羅馬時代墓石等考古文物，及澤蘭省的傳統服飾、繪畫等。

## 外部連結
- 泽兰博物馆 （页面存档备份，存于） （荷兰文）